# Chiesa di San Giorgio Martire (Bernate Ticino)
La chiesa prepositurale di San Giorgio Martire, chiamata anche la canonica, è il principale luogo di culto cattolico di Bernate Ticino, in città metropolitana e arcidiocesi di Milano. La chiesa, adiacente alla ex canonica in via Vittorio Emanuele, tra il Ticino e il Naviglio Grande, è sede di una parrocchia facente parte del decanato di Castano Primo.

## Storia
Il territorio era soggetto a invasioni barbariche divenne quindi luogo di difesa con la costruzione di una fortificazione: il Castrun Brinati, citato in un documento di Enrico III il Nero nel 1045. Del 1064 è un atto che trasferisce alcune proprietà a diversi conventi, descrivendo anche una chiesa di San Giorgio che giaceva in grave stato di abbandono, per questo motivo l'abate del monastero di Sant'Ambrogio di Milano, nel 1085 concesse la proprietà di questi territori alla famiglia Crivelli perché ne prendesse cura.
Fu papa Urbano III, membro di detta famiglia, e salito al soglio pontificio nel 1182, ad approvare nel 1186 la fondazione della canonica con l'insediamento di una comunità agostiniana. La località scelta per la fondazione di un monastero aveva già un piccolo luogo di culto molto ammalorato probabilmente parte di un castello, viene infatti citata come castrumin forse di proprietà già in precedenza della famiglia Crivelli. Il primo edificio fu ipogeo, era una cripta perché il territorio era frequentemente allagato dalle continue piene del Ticino, così che fosse preservato. Inoltre il territorio era soggetto a scorribande di eserciti pagani che minacciavano il ritorno del paganesimo sul territorio, non vi era infatti il sacerdote fisso che potesse giornalmente celebrare le liturgie.

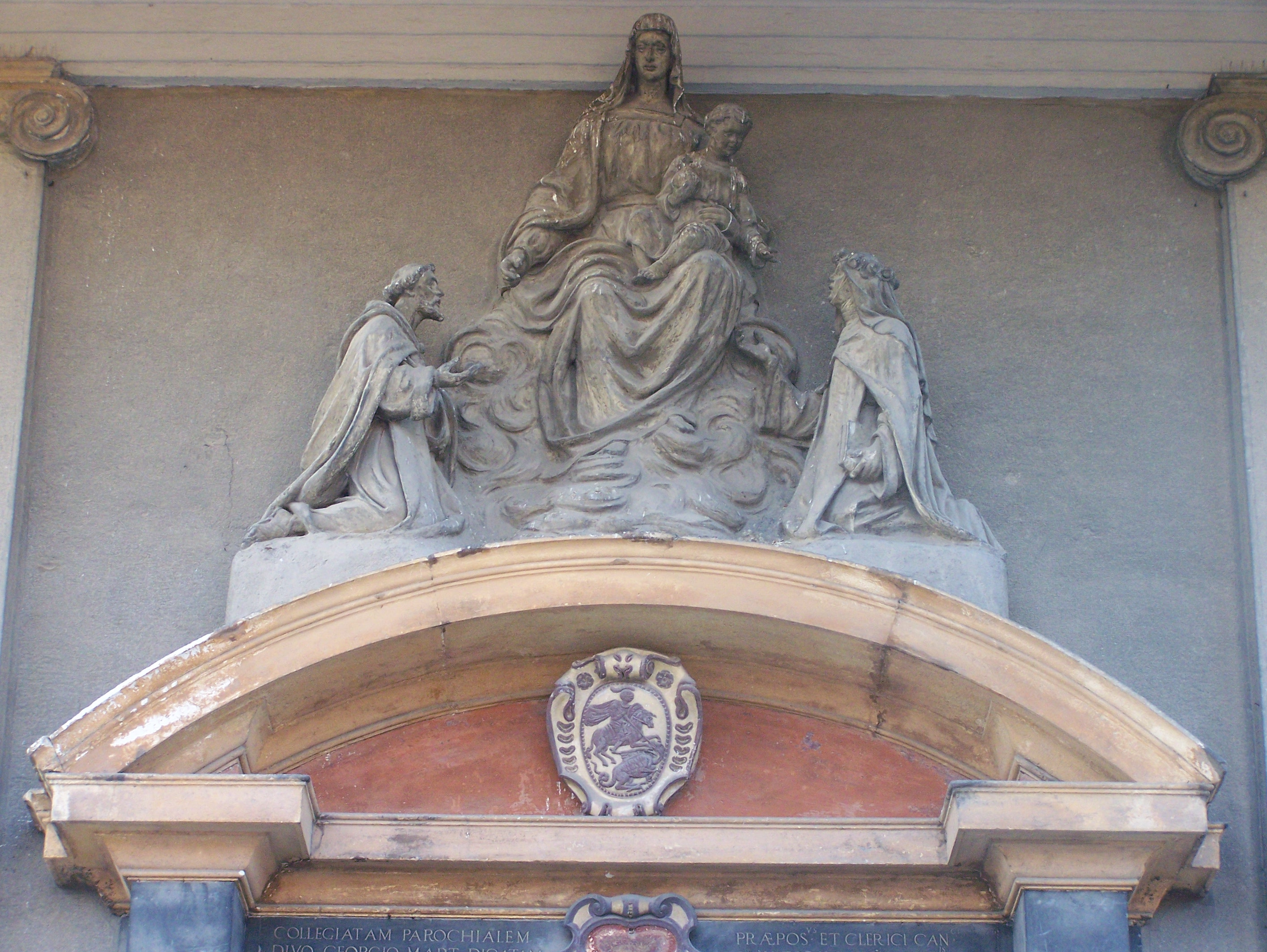
FrontonePortaleParrocchiaBernate

L'edificio fu ricostruito e ampliato e la famiglia godette dello giuspatronato, liberandosi così dalle pievi di Dairago e Corbetta, diventando comunità affidata ai canonici lateranensi della Casa di Santa Maria di Crescenzago fino al 1498, così che non fossero pagate tasse e balzelli alla chiesa milanese, ma direttamente a quella romana.
Fu papa Alessandro VI, a causa della decadenza della famiglia Crivelli con il passaggio agli Sforza, che affidò la chiesa ad Antonio Stanga, segretario di Ludovico il Moro dando così via a un inizio di grave decadenza. Questi abbandonò il progetto di ampliamento nel 1512. Solo nel 1582, per la volontà di don Desiderio Tirone quando la struttura tornò sotto la protezione della famiglia Crivelli nella figura del signor Tommaso, fu affidato all'architetto Martino Bassi il progetto per la riedificazione di una nuova chiesa, che vide la fine dei lavori nel 1618.
La canonica fu soppressa nel 1772 dall'arcivescovo Pozzobonelli che vendette tutti i beni e che nominò curato della parrocchia l'ultimo priore della comunità agostiniana, trasformando il convento in proprietà privata.

## Descrizione

### Esterno
Un elegante protiro tinteggiato di chiaro, precede l'ingresso dell'edificio che è caratterizzato da una muratura in cotto realizzata con materiale di recupero di parte dell'antico edificio monastico.
La cripta è la parte più antica, forse di origine pagana, poi diventata battistero dove venivano custoditi i corpi dei monaci e le reliquie dei santi. e che conserva l'architettura romanica con volte a crociera in mattoni a vista. Sempre della cripta è conservato il bassorilievo marmoreo opera dei Maestri campionesi, e forse di  Bonino da Campione, raffigurante Madonna col Bambino tra i santi Giorgio e Giacomo con offerente, è questa la raffigurazione mariana più antica del territorio.

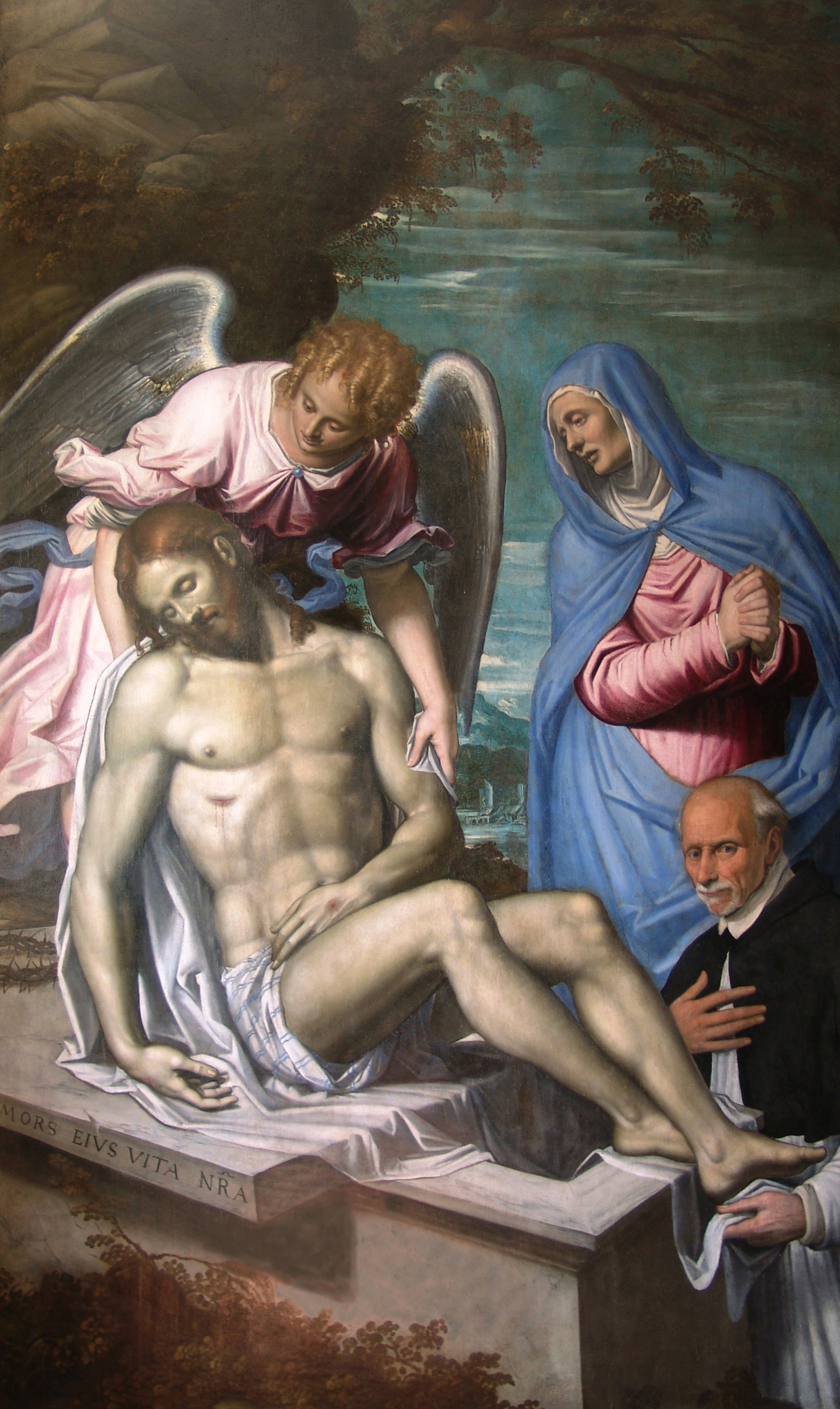
Deposizione di Cristo - Simone Peterzano

### Interno
L'interno della chiesa conserva la pala d'altare Deposizione di Cristo opera di Simone Peterzano commissionata da don Desiderio Tirone tra il 1584 e il 1585 e realizzata dal 1584 al 1588 con l'allievo Michelangelo Merisi.
Il campanile in stile tardogotico è terminante da bifore con archetti pensili. L'interno a unica navata ha il presbiterio preceduto da una cupola con lanterna
Tutto il monumentale complesso è stato oggetto di restauro e di recupero. Le decorazioni pittoriche della navata e delle cappelle sono ad opera di Filippo Villa, il quale ha restaurato le decorazioni floreali e architettoniche e ha dipinto i vari tondi contenenti le figure di santi e beati. Dello stesso artista è la vetrata presente a sinistra dell'altare maggiore.